# Departamento de Bolívar
Koordinaten: 10° 0′ N, 75° 18′ W
Das Departamento de Bolívar ist ein kolumbianisches Departamento. Es befindet sich in der nördlichen Region des Landes, der Región Caribe, grenzt an das Karibische Meer und an den größten Strom Kolumbiens, den Río Magdalena. Der Wasserlauf stellt gleichzeitig die Grenze zu den Departamentos Magdalena, Santander und Cesar dar.

## Namensgebung
Der Name Bolívar ist eine Hommage an Simón Bolívar, den Befreier Kolumbiens. Simón Bolívar wird als der „Vater des Heimatlandes“ (Padre de la Patria) verehrt. Seine Hauptstadt ist Cartagena de Indias, mit einem historischen Zentrum und seit November 1984 UNESCO-Welterbe.

## Charakteristik
Bolívar ist landschaftlich vielfältig. Die Topographie ist niedrig, sumpfig und wellig. Das Gebiet des Departamento umfasst vier Zonen: das Magdalena-Delta, die Bergketten San Jacinto und San Jerónimo, die Depression von Mompós und die Bergkette San Lucas. Ausgedehnte Weiden deuten auf verbreitete Viehzucht und die Industrie hat sich auf Verarbeitung landwirtschaftlicher Produkte festgelegt. 
Die petrochemische Industrie sondiert nach Öl- und Gasfeldern im Karibischen Meer. An Bodenschätzen hat Bolívar unter anderem Gold, Silber, Kohle und Meersalz an der Küste. Die Ausbeutung des Waldes und die Ölförderung sind ebenfalls von Bedeutung. Neben Cartagena ist Mompós als Kulturerbe mit Kolonialarchitektur am Ufer des Flusses Magdalena berühmt geworden.

## Administrative Unterteilung
Das Departamento de Bolívar besteht aus 46 Gemeinden (municipios). Die vollständige Liste der Gemeinden siehe unter Liste der Municipios im Departamento de Bolívar.